# Discografie van Samson en Gert
Dit is een discografie van de kinderliedjes van Samson en Gert. In de jaren 90 verscheen jaarlijks een album. In de tweede helft van de jaren 90 haalden de albums Samson & Gert 5 tot en met Samson & Gert 9 telkens een eerste plaats in de Vlaamse Album Ultratop-hitlijsten. Daarnaast verschenen ook enkele singles. De productie van de albums gebeurde telkens door Johan Vanden Eede.

## Albums

### Samson
Dit album werd ook op een lp en muziekcassette uitgebracht. Zes nummers werden apart uitgebracht in karaokeversie op Zing zelf 6 Samsonhits. Het album verscheen op 17 mei 1991.
1. Er zit meer in een liedje
2. Ik wil niet in bad
3. Slaapliedje
4. Vissen
5. Samsonrock
6. Niet ver weg
7. Feest vandaag
8. Ik ben de sigaar
9. Wijde wereld
10. Verliefd zijn
11. Neefje Kwik
12. Samsonlied

### Samson 2
Dit album werd ook op muziekcassette uitgebracht. Het album verscheen op 19 juni 1992.
1. Wij komen naar jou
2. 10 Miljoen
3. De telefoon
4. Verjaardag
5. Samen op de moto
6. Als je bang bent
7. Gert en Samson
8. Samen delen
9. Wij gaan naar de maan
10. Ik ben zo blij
11. Dan is het Kerstmis
12. De snijdersbank

### Samson & Gert 3
Dit album werd ook op muziekcassette uitgebracht. Het album verscheen op 14 juni 1993.
1. Wij gaan beginnen
2. Vandaag is het zo'n dag
3. Hele dikke vrienden
4. Koud
5. Samson is ziek
6. Repeteren
7. Ik ben verliefd
8. De bel doet 't niet
9. Krakzo de mattebom
10. Zwemmen
11. Samson rui
12. Piraten-potpourri

### Samson & Gert 4
Dit album werd ook op muziekcassette uitgebracht. Het album verscheen op 15 juni 1994.
1. Wat ben ik blij
2. In het oerwoud
3. Thuis
4. Samen ikke en jij
5. Samson toch
6. Als je heel erg veel verliefd bent
7. Wij zijn bij de brandweer
8. Als Samson droomt
9. Patatjes
10. 't Is een kwis
11. Op het dak
12. Het kasteel van koning Samson

### Samson & Gert 5
Dit album werd ook op muziekcassette uitgebracht. Het album verscheen op 16 juni 1995.
1. Druk
2. Joebadoebadoe
3. Bij Heidi in Tirol
4. In de disco
5. Vliegen
6. Wij zijn rijk
7. Wereldberoemd
8. De Samson-samba
9. De fanfare
10. De opera
11. Vrede
12. 't Is afgelopen

### Samson & Gert 5 (Dubbele feest-CD)
Dit album bevat 2 cd's met in totaal 20 bekende liedjes uit 5 jaar Samson & Gert. De cd was tijdelijk verkrijgbaar met een extra cd waarop enkele opnieuw ingezongen liedjes stonden. Het werd ook op muziekcassette uitgebracht. Het album verscheen op 16 juni 1995.
Cd 1
1. Druk
2. Joebadoebadoe
3. Bij Heidi in Tirol
4. In de disco
5. Vliegen
6. Wij zijn rijk
7. Wereldberoemd
8. De Samson-samba
9. De Fanfare
10. De Opera
11. Vrede
12. 't Is afgelopen

Cd 2
1. Samsonrock
2. Er zit meer in een liedje
3. Samen op de moto
4. Als je bang bent
5. Ik ben verliefd
6. 10 Miljoen
7. Slaapliedje
8. Wij gaan naar de maan

### Samson & Gert 6
Dit album werd ook op muziekcassette uitgebracht. Het album verscheen op 21 juni 1996.
1. De mooiste dag
2. De hik
3. Mac Samson & Mac Gert
4. De canon
5. Wij weten wat liefde is
6. Sinterklaas en Zwarte Piet
7. Aap in huis
8. Wie gaat er mee?
9. Cowboys en indianen
10. Alles is op
11. Dierenkoor
12. Vrienden

### Samson & Gert 7
Dit album werd ook op muziekcassette uitgebracht. Het album verscheen op 22 juni 1997.
1. Feest in de straat
2. Duikboot
3. Jimmy de cowboy
4. Het spook van de opera
5. Octaaf de klusjesman
6. Trampoline
7. Ochtendgymnastiek
8. Spaghetti
9. Stefanie van boer Teun
10. Dromedaris
11. SuperGert en SuperSamson
12. Welterusten
13. Vrolijke vrienden

### Samson & Gert 8
Dit album werd ook op muziekcassette uitgebracht. Het album verscheen op 12 juni 1998.
1. Naar het circus
2. Wij willen voetballen
3. Wakker worden
4. Robin Hood
5. Amerika
6. Zondag
7. Roeien
8. S.O.S.
9. De baby
10. Mannetjes van Mars
11. Bij boer Teun
12. De allerliefste hond

### Samson & Gert 9
Dit album werd ook op muziekcassette uitgebracht. Het album verscheen op 19 juni 1999.
1. Kermis
2. Piloot
3. Storm op zee
4. De jongens en de meisjes
5. Je neus, je neus
6. De stoomlocomotief
7. Mexico
8. Hiep hiep hiep hoera voor meneer de burgemeester
9. Kijk naar de sterren
10. Aan tafel
11. Hard Rock
12. Wij goochelen

### Samson & Gert 10
Dit album bevat 2 cd's met in totaal 20 bekende liedjes uit 10 jaar Samson & Gert. Het werd ook op muziekcassette uitgebracht. Het album verscheen op 20 juni 2000.
Cd 1
1. Bim Bam Bom
2. Wie gaat er mee?
3. Samen op de moto
4. De mooiste dromen
5. Ochtendgymnastiek
6. Joebadoebadoe
7. Drummer
8. Piraten-Potpourri
9. In de disco
10. Bowlen
11. Wakker worden
12. Wij zijn bij de brandweer

Cd 2
1. Vooruit
2. In het oerwoud
3. S.O.S.
4. De koekoeksklok
5. Roeien
6. Alles is op
7. Bobientje gaat verhuizen
8. Ik ben verliefd
9. De trampoline
10. Pruikentijd
11. Bij Heidi in Tirol
12. Samsonrock

### De wereld is mooi!
Dit album werd ook op muziekcassette uitgebracht. Het album verscheen op 21 juni 2001.
1. De wereld is mooi!
2. Beste vriend op aarde
3. Ome Jaap
4. Ding Dong
5. Naar bed
6. Yeah, yeah, yeah
7. Klap maar in je handen
8. Wij zijn op elkaar
9. Als je de Samson doet
10. Marileen en Alexander
11. Skiën
12. Bonus: Mexico (Remix)

### Oh la la la!
Dit album werd ook op muziekcassette uitgebracht. Het album verscheen op 10 juni 2002.
1. Oh lalala
2. Op de foto
3. Kapitein
4. Daar is de zon
5. Marlène
6. Olé Pistolé
7. Zangles
8. Honolulu
9. Alle meisjes
10. Wij gaan niet slapen
11. Samson is bang
12. De muziek van Kerstmis

### Jiepie-ja-hee
Dit album werd ook op muziekcassette uitgebracht. Het album verscheen op 13 juni 2003.
1. Jiepie-ja-hee
2. Klaar voor de start
3. Vrijdag de dertiende
4. Feestje voor de wereld
5. Muizen
6. Samson City
7. Radio
8. Au
9. Helemaal van slag
10. Ik moet plassen
11. Hatsjie
12. Gekkebekkentrekken

### Hotel op stelten
Dit album kreeg dezelfde titel als de bioscoopfilm van Samson & Gert: Hotel op stelten, die rond dezelfde periode verscheen. Het album verscheen op 21 maart 2008.
1. Toespraak van de Burgemeester (filmfragment)
2. Vrienden voor het leven
3. Strandkamelen (filmfragment)
4. Naar zee
5. Octaaf en een van zijn specialiteiten (filmfragment)
6. Oh lalala
7. Alberto smulpaap (filmfragment)
8. Alles is op
9. Samson dondert van de trap (filmfragment)
10. Samsonrock
11. Gertje & Marlèneke (filmfragment)
12. Bonus: Ik ben verliefd
13. Bonus: Lieve Samson
14. Bonus: Yankee Doodle Dandee
15. Bonus: Vrolijk liedje
16. Bonus: Rinkelbel
17. Bonus: Ver ver ver verliefd
18. Bonus: Ferdinand de olifant

## Verzamelalbums

### De grootste hits
Dit album bevat 10 nummers en werd uitgebracht in opdracht van Morres Meubel. Het album verscheen in 1993.
1. Wij komen naar jou
2. Er zit meer in een liedje
3. Samsonrock
4. Samen delen
5. Piraten-potpourri
6. Als je bang bent
7. Verliefd zijn
8. Wij gaan naar de maan
9. Feest vandaag
10. Samsonlied

### 10 Samson toppers
Dit album verscheen in februari 2003.
1. Oh la la la!
2. De wereld is mooi
3. Bim bam bom
4. Ochtendgymnastiek
5. S.O.S.
6. Klap maar in je handen
7. Samsonrock
8. In de disco
9. Wij zijn bij de brandweer
10. Alles is op

### Samson & Gert - Verjaardags CD
Dit album bevat 2 nieuwe en 3 oude liedjes uit 15 jaar Samson & Gert. Het album verscheen op 1 juli 2005.
1. Vrolijk liedje
2. Ik ben verliefd
3. S.O.S
4. Wie gaat er mee
5. Ferdinand de olifant

### 10 Samson toppers (1)
Dit album verscheen in 2009.
1. De Wereld Is Mooi
2. Ochtendgymnastiek
3. Wij Zijn Bij De Brandweer
4. Klap Maar In Je Handen
5. Wie Gaat Er Mee?
6. Joebadoebadoe
7. Wakker Worden
8. De Trampoline
9. Bij Heidi In Tirol
10. Mexico

### 10 Samson toppers (2)
Dit album verscheen in 2009.
1. Bim bam bom
2. Olé pistolé
3. S.O.S.
4. In de disco
5. Samen op de moto
6. Piraten-potpourri
7. Roeien
8. De pruikentijd
9. Piloot
10. Beste vriend op aarde

### 20 jaar Samson & Gert
Dit album bevat 4 cd's met in totaal 80 bekende liedjes uit 20 jaar Samson & Gert. Het album verscheen op 17 november 2010.
Cd 1
1. Droom
2. Samsonrock
3. Er zit meer in een liedje
4. Niet ver weg
5. Samsonlied
6. Verliefd zijn
7. Wij komen naar jou
8. 10 miljoen
9. Verjaardag
10. Samen op de moto
11. Gert en Samson
12. Wij gaan naar de maan
13. Dan is het Kerstmis
14. Wij gaan beginnen
15. Repeteren
16. Ik ben verliefd
17. De bel doet 't niet
18. Piraten-potpourri
19. Wat ben ik blij
20. In het oerwoud

Cd 2
1. Als je heel erg veel verliefd bent
2. Wij zijn bij de brandweer
3. Het kasteel van Koning Samson
4. Druk
5. Joebadoebadoe
6. Bij Heidi in Tirol
7. In de disco
8. Wereldberoemd
9. Vrede
10. De mooiste dag
11. Mac Samson en Mac Gert
12. De canon
13. Wij weten wat liefde is
14. Sinterklaas en Zwarte Piet
15. Aap in huis
16. Wie gaat er mee?
17. Alles is op
18. Feest in de straat
19. Jimmy de Cowboy
20. Het spook van de Opera

Cd 3
1. De trampoline
2. Ochtendgymnastiek
3. Vrolijke vrienden
4. Naar het circus
5. Wij willen voetballen
6. Wakker worden
7. Robin hood
8. Roeien
9. S.O.S
10. Mannetjes van Mars
11. De allerliefste hond
12. Kermis
13. Piloot
14. Storm op zee
15. Mexico
16. Hard Rock
17. Bim bam bom
18. De mooiste dromen
19. Bowlen
20. Vooruit

Cd 4
1. De pruikentijd
2. De wereld is mooi!
3. Beste vriend op aarde
4. Yeah yeah yeah
5. Klap maar in je handen
6. Wij zijn op elkaar
7. Oh la la la!
8. Olé pistolé
9. Jiepie-ja-hee
10. Radio
11. Vrolijk liedje
12. Yankee doodle dandee
13. Lieve Samson
14. Naar zee
15. Vrienden voor het leven
16. Rinkel bel
17. Heet
18. Vrede op aarde
19. Springen in de zee
20. Beste vriend

### 20 toppers
Dit album verscheen in 2018.
1. Handen hoog
2. Zigge zagge zomer
3. Kei kei leuke zomer
4. Wij gaan vliegen
5. Beste vriend
6. Er zit meer in een liedje
7. Wij zijn bij de brandweer
8. Mexico
9. In de disco
10. De wereld is mooi
11. Alles is op
12. Piloot
13. Oh la la la!
14. Klap maar in je handen
15. 10 miljoen
16. Samsonrock
17. Kerst voor iedereen
18. Lieve Kerstman
19. Samson is a DJ

### 25 jaar Samson & Gert
Dit album bevat 2 cd's uit 25 jaar Samson & Gert en 1 dvd met de leukste videoclips. Het album verscheen op 11 september 2015. Het album is op 20 november 2015 ook uitgebracht als lp.
Cd 1
1. Hiep Hiep Hoera
2. Wij gaan vliegen
3. Zwaaien
4. Beste vriend
5. Kerstmis Kerstmis
6. Tingelingeling
7. Samsonlied
8. Samsonrock
9. Er zit meer in een liedje
10. 10 miljoen
11. Ik ben verliefd
12. Roeien
13. Wij zijn bij de brandweer

Cd 2
1. Mexico
2. In de disco
3. De wereld is mooi
4. Wie gaat er mee?
5. Alles is op
6. Yankee doodle dandee
7. Olé Pistolé
8. Klap maar in je handen
9. SOS
10. Piloot
11. Oh la lala!
12. ‘t Is afgelopen

### 30 jaar Samson & Gert
Dit album bevat 5 cd's uit 30 jaar Samson & Gert. Het album verscheen op 18 oktober 2019. Ook verscheen er op dezelfde datum een dvd met enkele hoogtepunten.
Cd 1
1. Wij Komen Naar Jou
2. 10 Miljoen
3. Amerika
4. De Trampoline
5. Bobientje Gaat Verhuizen
6. Mexico
7. De Canon
8. Feest Vandaag
9. Honolulu
10. Jiepie-ja-hee
11. Oh La La La
12. Radio
13. Samen Op De Moto
14. Storm Op Zee
15. Vliegen
16. Vrienden Voor Het Leven
17. Wat Ben Ik Blij
18. Wij Gaan Vliegen
19. Wij Zijn Rijk
20. Kerstmis Kerstmis

Cd 2
1. Samsonlied
2. Alles Is Op
3. Beste Vriend
4. Bowlen
5. De Mooiste Dag
6. De Wereld Is Mooi
7. Gekkebekkentrekken
8. Ik Ben De Sigaar
9. Joebadoebadoe
10. Klap Maar In Je Handen
11. Olé Pistolé
12. Repeteren
13. Wij Willen Voetballen
14. Vooruit
15. Vrolijk Liedje
16. Wereldberoemd
17. Yankee Doodle Dandee
18. Slaapliedje
19. ‘t Is Afgelopen
20. Samson De Kersthond

Cd 3
1. Wie Gaat Er Mee?
2. Als Je Bang Bent
3. Beste Vriend Op Aarde
4. Cowboys En Indianen
5. Zwaaien
6. De Wijde Wereld
7. Handen Hoog
8. Ik Ben Verliefd
9. Kei Kei Keileuke Zomer
10. Koud
11. Naar Zee
12. Patatjes
13. Robin Hood
14. S.O.S.
15. Vrolijke Vrienden
16. Yeah Yeah Yeah
17. Naar Bed
18. Tingelingeling
19. Vrede
20. De Muziek Van Kerstmis

Cd 4
1. Wij Gaan Beginnen
2. Als Je De Samson Doet
3. Bij Heidi In Tirol
4. De Bel Doet ‘T Niet
5. De Opera
6. Er Zit Meer In Een Liedje
7. Het Kasteel Van Koning Samson
8. In De Disco
9. Kermis
10. Lieve Samson
11. Neefje Kwik
12. Piloot
13. Roeien
14. Samson Is Bang
15. Spaghetti
16. Ver Ver Ver Verliefd
17. Wij Zijn Bij De Brandweer
18. Zigge Zagge Zomer
19. Vrede Op Aarde
20. Dan Is Het Kerstmis

Cd 5
1. Samsonrock
2. Wakker Worden
3. Als Je Heel Erg Verliefd Bent
4. Bim Bam Bom
5. De Pruikentijd
6. Feest In De Straat
7. Het Spook Van De Opera
8. In Het Oerwoud
9. Mac Samson & Mac Gert
10. Ochtendgymnastiek
11. Piraten-potpourri
12. Springen In De Zee
13. Verliefd Zijn
14. Vrienden
15. Warm!
16. Wij Gaan Naar De Maan
17. Wij Zijn Op Elkaar
18. Samen Delen
19. Kerst Voor Iedereen
20. Samson Is A DJ
21. Het Allerlaatste Liedje

## Ep's

### Samson - Zing Zelf 6 Samsonhits
Op dit album staan karaokeversies van 6 nummers uit het eerste album Samson. Dit album verscheen in 1991.
1. Niet Ver Weg (karaoke)
2. Ik Wil Niet In Bad (karaoke)
3. Slaapliedje (karaoke)
4. Samsonrock (karaoke)
5. Verliefd Zijn (karaoke)
6. Feest Vandaag (karaoke)

## Vinyl-singles

### Samsonsingle
Dit album verscheen in 1991 op een 7 inch vinyl.
1. Samsonlied
2. Marlène belt

## CD-singles

### Samen Delen
Benefietsingle door "Artiesten voor Somalië". Deze single verscheen in 1992 op 7 inch vinyl en cd-single. Op de plaat zijn Samson (Danny Verbiest), Gert (Gert Verhulst), Albert Vermeersch (Koen Crucke), Margriet Hermans, Will Tura, Stef Bos, Isabelle A, Helmut Lotti, Johan Verminnen, Bart Peeters, Ronny Mosuse, Robert Mosuse & Günter Neefs te horen.
1. Samen delen
2. Samen delen (instrumentaal)

### Bij Heidi in Tirol
Deze single verscheen in 1995 op cd en was tevens een uitnodiging voor de persvoorstelling van de 5de full-cd van Samson & Gert die doorging op 17 juni 1995.
1. Bij Heidi in Tirol

### In de disco
Deze single verscheen in 1995 op cd.
1. In de disco
2. In de disco (meezing versie)

### Mac Samson en Mac Gert
Deze single verscheen in 1996 als promosingle op cd.
1. Mac Samson & Mac Gert

### Sinterklaas en Zwarte Piet
Deze single verscheen in 1996 op cd.
1. Sinterklaas en Zwarte Piet
2. Alles is op

### Ochtendgymnastiek
Deze single verscheen in 1997 als promosingle op cd.
1. Ochtendgymnastiek

### Vrolijke vrienden
Deze single verscheen in 1997 op cd.
1. Vrolijke vrienden

### Wij willen voetballen
Deze single verscheen in 1998 als promosingle op cd.
1. Wij willen voetballen
2. Wij willen voetballen (instrumentale versie)

### Mexico
Deze single verscheen in 1999 op cd.
1. Mexico
2. Mexico (instrumentaal)

### De wereld is mooi!
Deze single verscheen in 2001 op cd.
1. De wereld is mooi!
2. De wereld is mooi! (instrumentale versie)

### Klap maar in je handen!
Deze single verscheen in 2001 op cd.
1. Klap maar in je handen!
2. Klap maar in je handen! (instrumentale versie)

### Oh la la la! (België)
Deze single verscheen in 2002 op cd in België.
1. Oh la la la!
2. Oh la la la! (instrumentale versie)

### Oh la la la! (Nederland)
Deze single verscheen in 2002 op cd in Nederland.
1. Oh la la la!
2. Oh la la la! (instrumentale versie)

### Olé pistolé
Deze single verscheen in 2002 op cd.
1. Olé pistolé
2. Op de foto

### Jiepie-ja-hee
Deze single verscheen in 2003 op cd.
1. Jiepie-ja-hee
2. Jiepie-ja-hee (instrumentale versie)

### Radio
Deze single verscheen in 2003 op cd.
1. Radio
2. Op de foto

### Yankee Doodle Dandee
Deze single verscheen op 30 juni 2006 op cd.
1. Yankee doodle dandee
2. Yankee doodle dandee (instrumentaal)

### Lieve Samson
Deze single verscheen op 1 december 2006 op cd.
1. Lieve Samson
2. Lieve Samson (instrumentaal)

### Naar zee
Deze single verscheen op 25 juni 2007 op cd.
1. Naar zee
2. Naar zee (instrumentaal)

### Vrienden voor het leven
Deze single verscheen op 21 januari 2008 op cd en was de promosingle voor de film Hotel op stelten en het bijhorende album.
1. Vrienden voor het leven
2. Vrienden voor het leven (instrumentaal)

### Heet
Deze single verscheen op 30 mei 2008 op cd.
1. Heet
2. Heet (instrumentaal)

### Springen in de zee
Deze single verscheen op 22 juni 2009 op cd.
1. Springen in de zee
2. Springen in de zee (instrumentaal)

### Droom
Deze single verscheen op 25 oktober 2010 op cd naar aanleiding van 20 jaar Samson & Gert. Het nummer  werd ingezongen door heel wat Studio 100 artiesten: Samson (Peter Thyssen), Gert (Gert Verhulst), K3 (Kristel Verbeke, Karen Damen, Josje Huisman), Amika (Moora Vander Veken), Kabouter Plop (Walter De Donder), Kabouter Klus (Aimé Anthoni), Kabouter Kwebbel (Agnes De Nul), Kabouter Lui (Chris Cauwenberghs), Mega Mindy (Free Souffriau), Piet Piraat (Peter Van de Velde), Berend Brokkenpap (Dirk Bosschaert), Stien Struis (Anke Helsen) & Dobus (Patrick Onzia).
1. Droom
2. Droom (instrumentaal)

## Digitale singles

### Vrede op Aarde
Deze single verscheen op 17 november 2008.
1. Vrede op aarde

### Beste Vriend
Deze single verscheen op 30 augustus 2010.
1. Beste vriend

### Wij gaan vliegen
Deze single verscheen op 3 juni 2013.
1. Wij gaan vliegen
2. Wij gaan vliegen (après-ski mix)
3. Wij gaan vliegen (remix)

### Kerstmis Kerstmis
Deze single verscheen op 18 oktober 2013.
1. Kerstmis Kerstmis

### Zwaaien
Deze single verscheen op 20 juni 2014.
1. Zwaaien

### Tingelingeling
Deze single verscheen op 5 december 2014 en werd gebruikt als generiek voor de reeks Winterpret.
1. Tingelingeling

### Hiep hiep hiep hoera
Deze single verscheen op 19 juni 2015 en werd uitgebracht ter ere van het 25-jarige bestaan van Samson & Gert.
1. Hiep hiep hiep hoera

### Kerst voor iedereen
Deze single verscheen op 7 december 2015.
1. Kerst voor iedereen

### Kei Kei Leuke Zomer
Deze single verscheen op 17 juni 2016.
1. Kei kei leuke zomer

### Zigge Zagge Zomer
Deze single verscheen op 24 maart 2017 en werd gebruikt als generiek voor de reeks Zomerpret.
1. Zigge zagge zomer

### Samson Is A DJ
Deze single verscheen op 29 november 2017 en is geen traditioneel Samson & Gert-nummer.
1. Samson is a DJ

### Lieve Kerstman
Deze single verscheen op 8 december 2017.
1. Lieve Kerstman

### Handen hoog
Deze single verscheen op 27 juni 2018.
1. Handen hoog

### Samson de Kersthond
Deze single verscheen op 14 december 2018.
1. Samson de Kersthond

### Warm!
Deze single verscheen op 28 juni 2019.
1. Warm!

### Het allerlaatste liedje
Deze single verscheen op 29 november 2019 en is het laatste Samson & Gert-nummer.
1. Het allerlaatste liedje

## Andere

### Voorleesboek met extra vertel-cd
Dit boek verscheen in 2003 samen met een vertel-cd.
1. Piraten van de zee
2. De picknick
3. De speeltuin
4. Aan zee
5. Wij zijn bij de brandweer
6. Knutselen en kleuren
7. Op safari
8. In de sneeuw
9. Samen op de moto
10. Ridder Gertje de Grote

### Kermis in het dorp
Dit digitale hoorspel verscheen in 2018.
1. Kermis in het dorp

### Het verjaardagsfeest
Dit digitale hoorspel verscheen in 2018.
1. Het verjaardagsfeest

### Het kasteel van koning Samson
Dit digitale hoorspel verscheen in 2018.
1. Het kasteel van koning Samson

### De verkleedkoffer
Dit digitale hoorspel verscheen in 2018.
1. De verkleedkoffer